# リチャード・イーガン (俳優)
リチャード・イーガン（Richard Egan、1921年7月29日 - 1987年7月20日）は、アメリカ合衆国の俳優。

## 出演作品
- アムステルダム・キル
- 七人の狼・タウンジャック
- 戦慄の悪魔払い
- 青春の海
- 大魔境突破
- スパルタ総攻撃
- ポリアンナ
- ペルシャ大王
- 避暑地の出来事
- フォート・ブロックの決斗
- 追撃機
- 流転の女
- やさしく愛して
- テーブル・ロックの決闘
- さらばポンペイ
- 黄金の都
- 恐怖の土曜日
- 野性の女
- 海底の黄金
- ディミトリアスと闘士
- 栄光の鬼部隊
- 非常線
- 激闘の大砂漠
- 赤い唇
- 海賊黒ひげ
- 零号作戦
- 成吉思汗
- 悪党は泣かない
- 明日なき男
- 鉄路の弾痕